# Елизабет фон Насау-Вайлбург
Елизабет фон Насау-Вайлбург (на немски: Elisabeth von Nassau-Weilburg; Elisabeth von Nassau-Saarbrücken; * 12 април 1572, Вайлбург; † 28 март 1607, Берлебург) е графиня от Насау-Вайлбург-Отвайлер и чрез женитба графиня на Сайн-Витгенщайн-Берлебург (1607).

## Произход
Тя е дъщеря на граф Албрехт фон Насау-Вайлбург и съпругата му Анна фон Насау-Диленбург (1541 – 1616), дъщеря на граф Вилхелм фон Насау (1487 – 1559) и втората му съпруга Юлиана фон Щолберг (1506 – 1580).. Майка ѝ е сестра на княз Вилхелм Орански.

## Фамилия
Елизабет се омъжва на 12 юни 1596 г. за граф Георг II фон Зайн-Витгенщайн (1565 – 1631), най-възрастният син на граф Лудвиг I фон Зайн-Витгенщайн (1532 – 1605) и първата му съпруга Анна фон Солмс-Браунфелс (1538 – 1565). Тя е първата му съпруга. Двамата имат децата:
- Лудвиг Албрехт (1597 – 1597)
- Лудвиг Казимир (1598 – 1643), граф на Сайн и Витгенщайн-Хомбург, женен на 26 август 1627 г. за графиня Елизабет Юлиана фон Насау-Саарбрюкен-Вайлбург (1598 – 1682)
- Ернст (1599 – 1649), граф на Сайн и Витгенщайн-Хомбург, женен I. 1635 г. за Елизабет фон Сайн и Витгенщайн († 1641), II. на 11 септември 1642 г. за Кристиана фон Валдек-Вилдунген (1614 – 1679)
- Филип (1601 – 1602)
- Елизабет (1602 – 1678)
- Анна Магдалена (1603 – 1654)
- Георг III (1605 – 1680), граф на Сайн-Витгенщайн-Берлебург, женен на 27 август 1647 г. за графиня Елизабет Юлиана фон Насау-Саарбрюкен-Вайлбург (1598 – 1682)
- Ото (1606 – 1621)